# 1843 w polityce

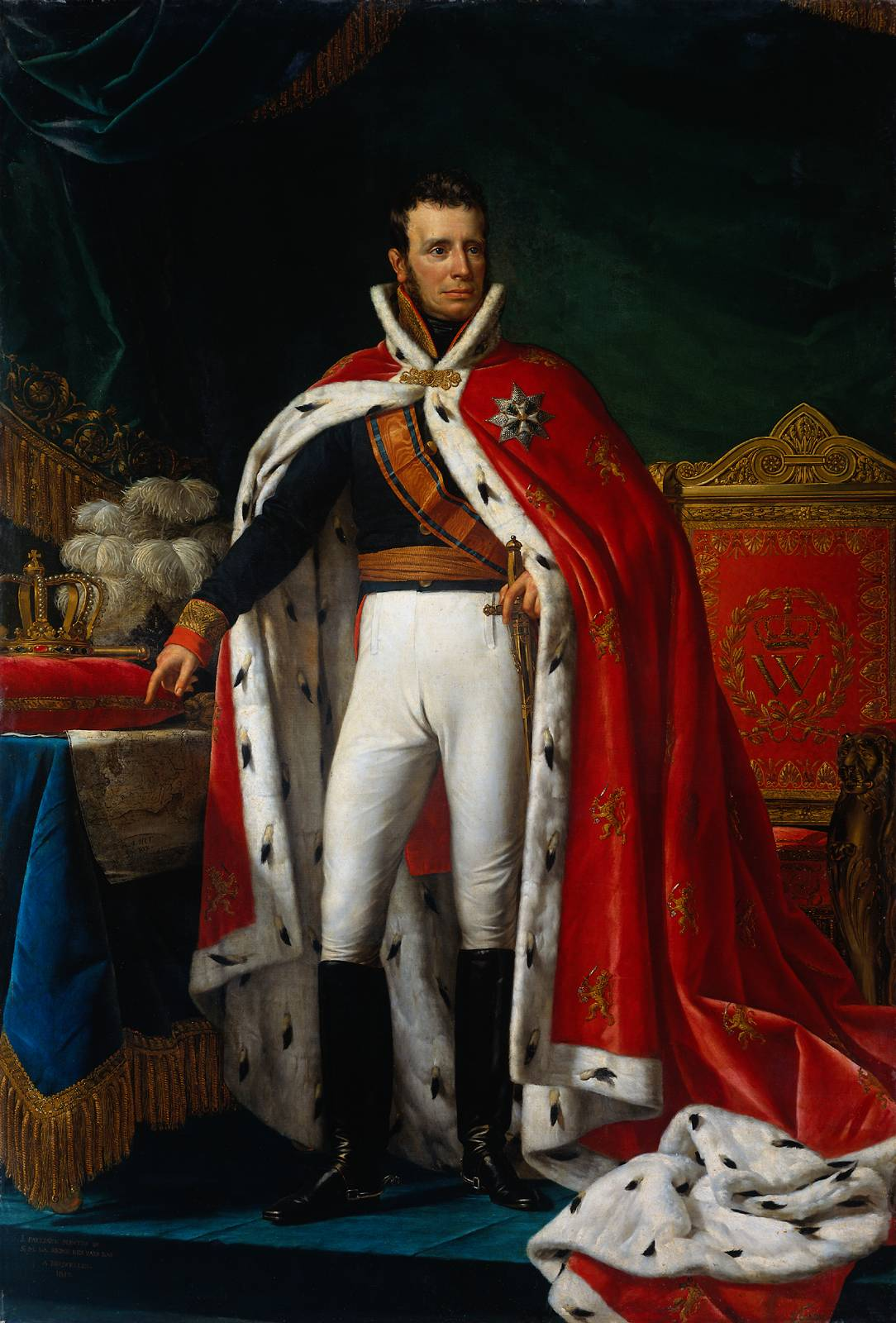
Wilhelm I, król Niderlandów

Wydarzenia polityczne w 1843 roku.

## Zmarli
- 12 grudnia Wilhelm I, król Niderlandów.
- Mikołaj Sapieha, wojskowy i ziemianin polski[1].